# هاتسگ
هاتسگ (به رومانیایی: Haţeg) در شهرستان هوندرا، رومانی واقع شده و جمعیت آن ۸٬۷۹۳ نفر است.

## نگارخانه

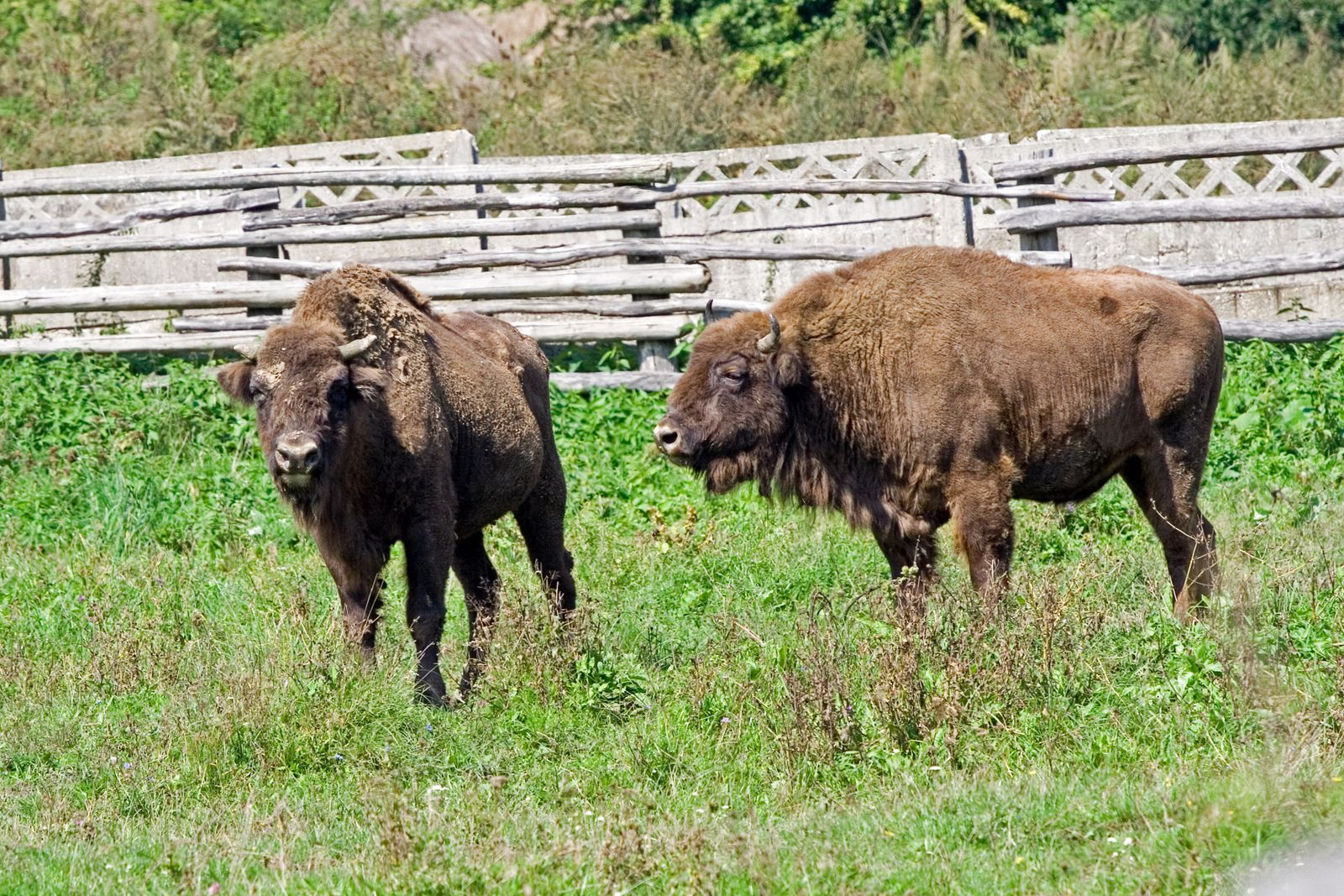
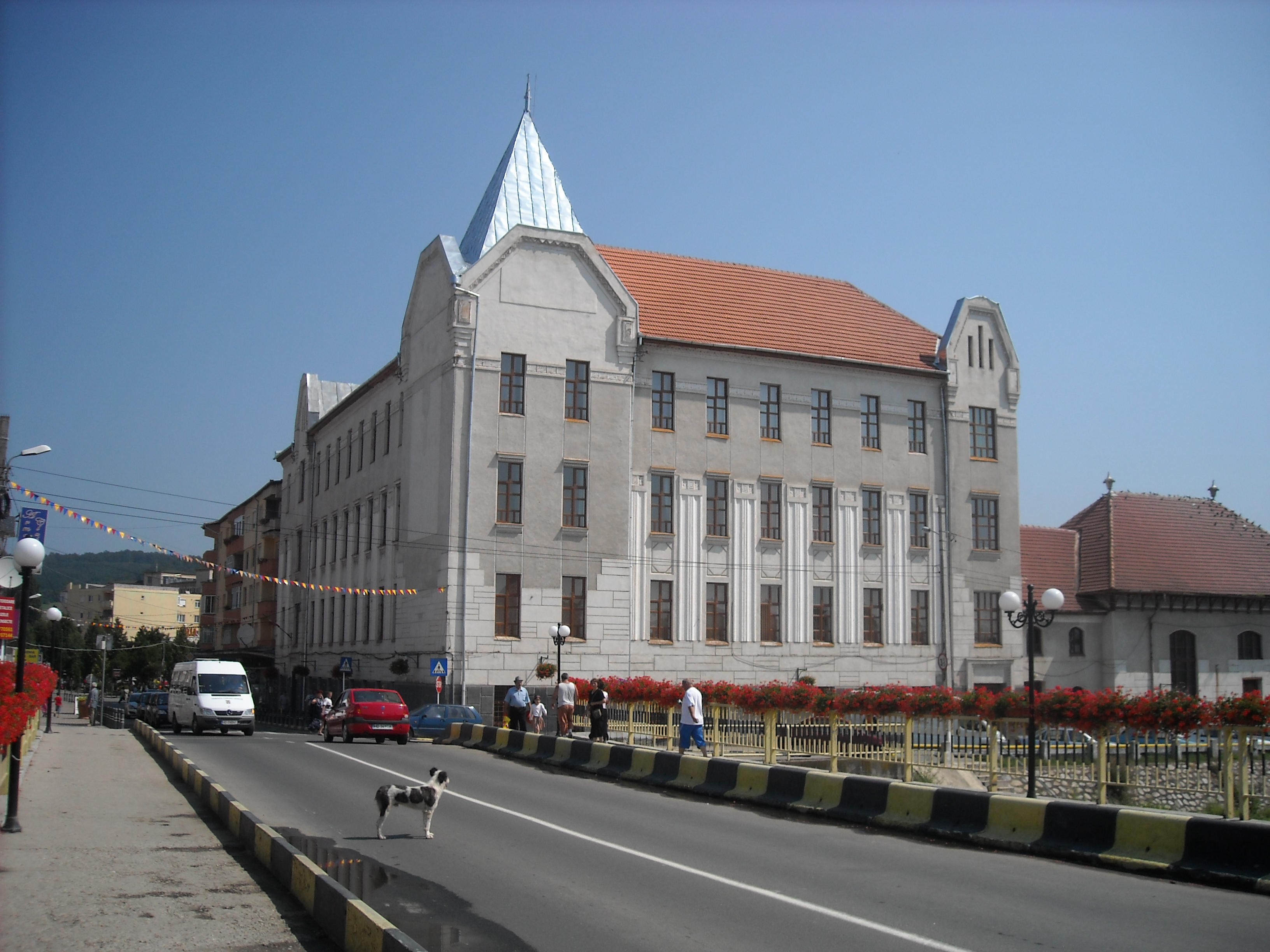
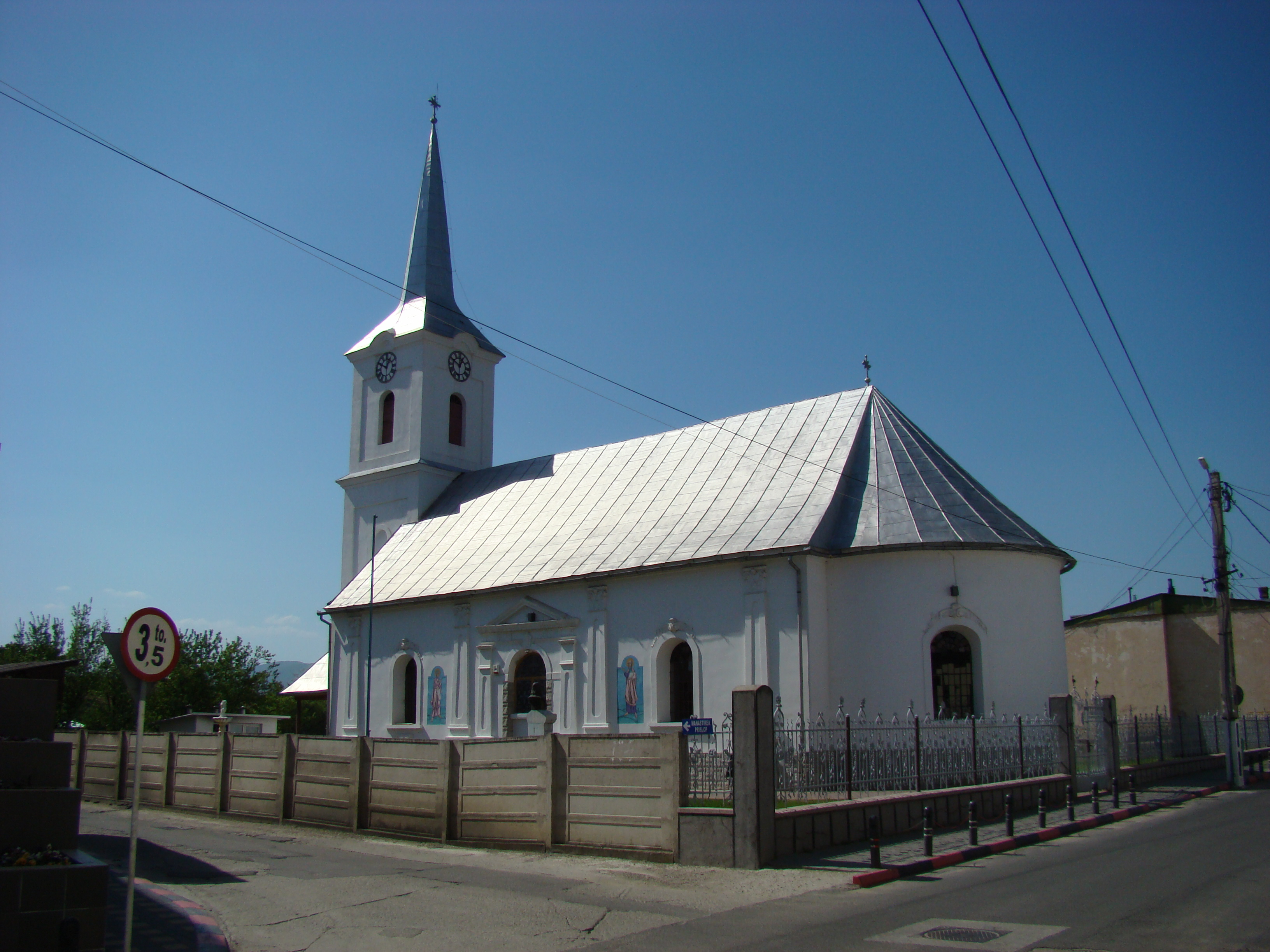
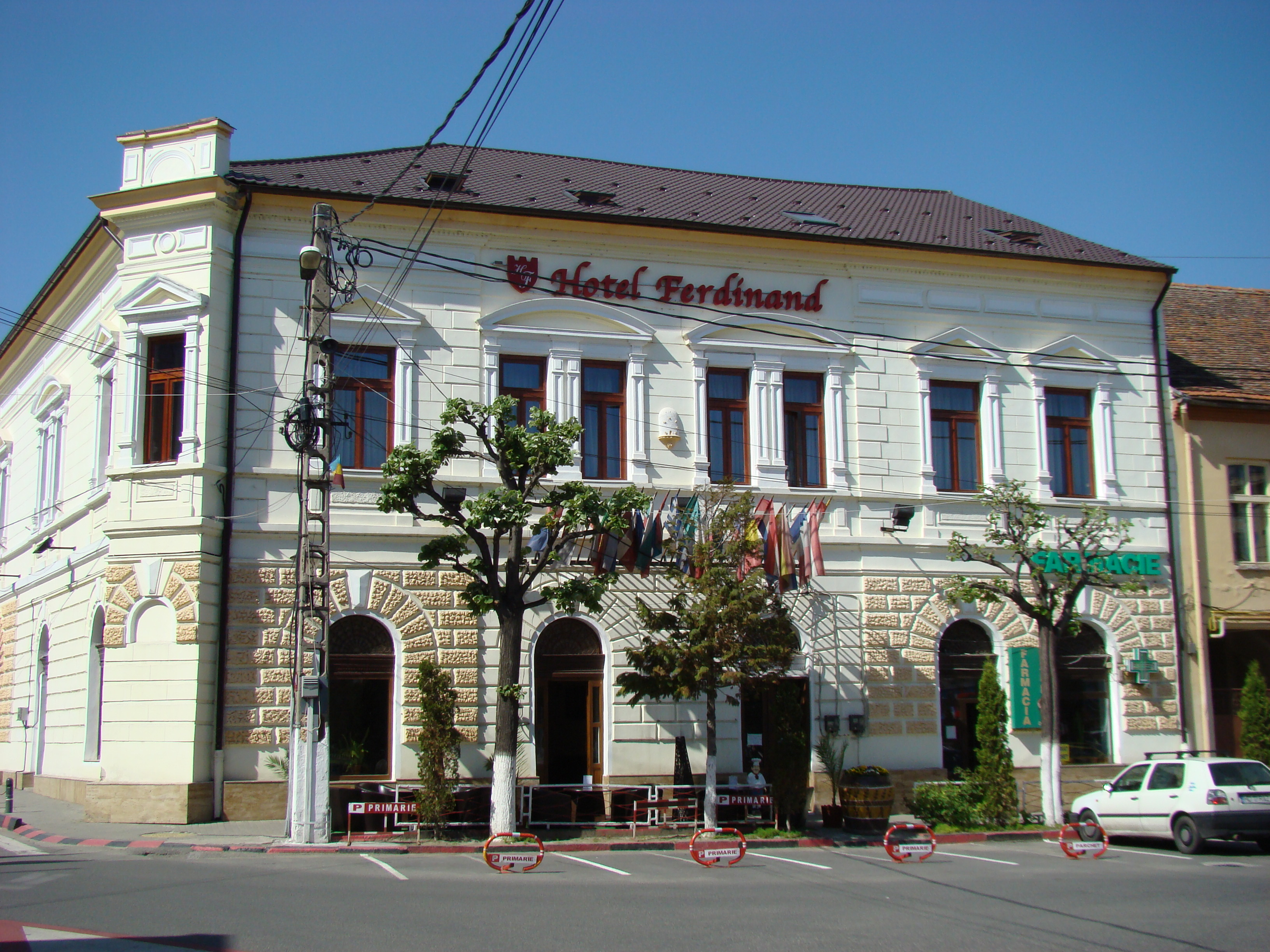
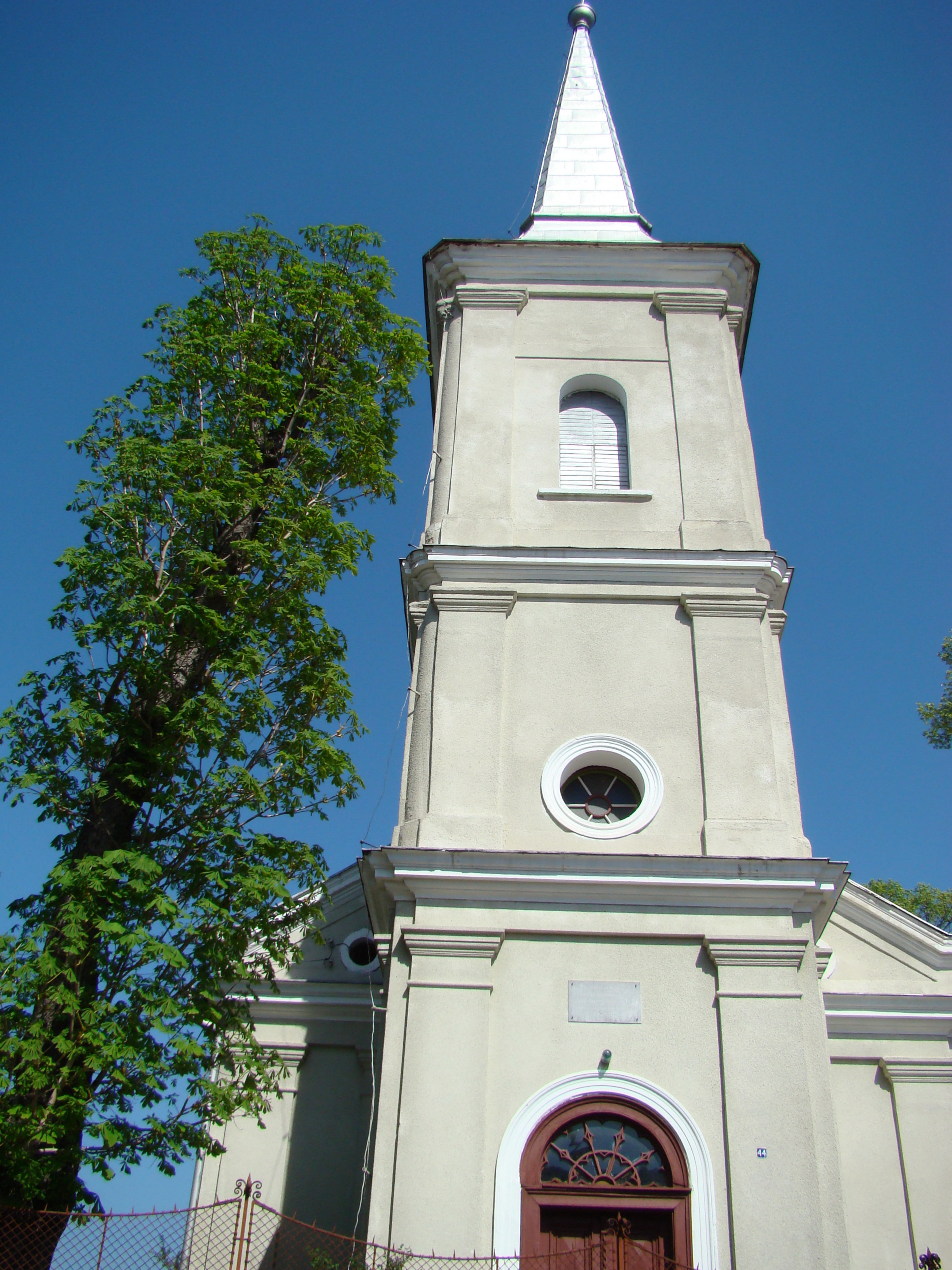
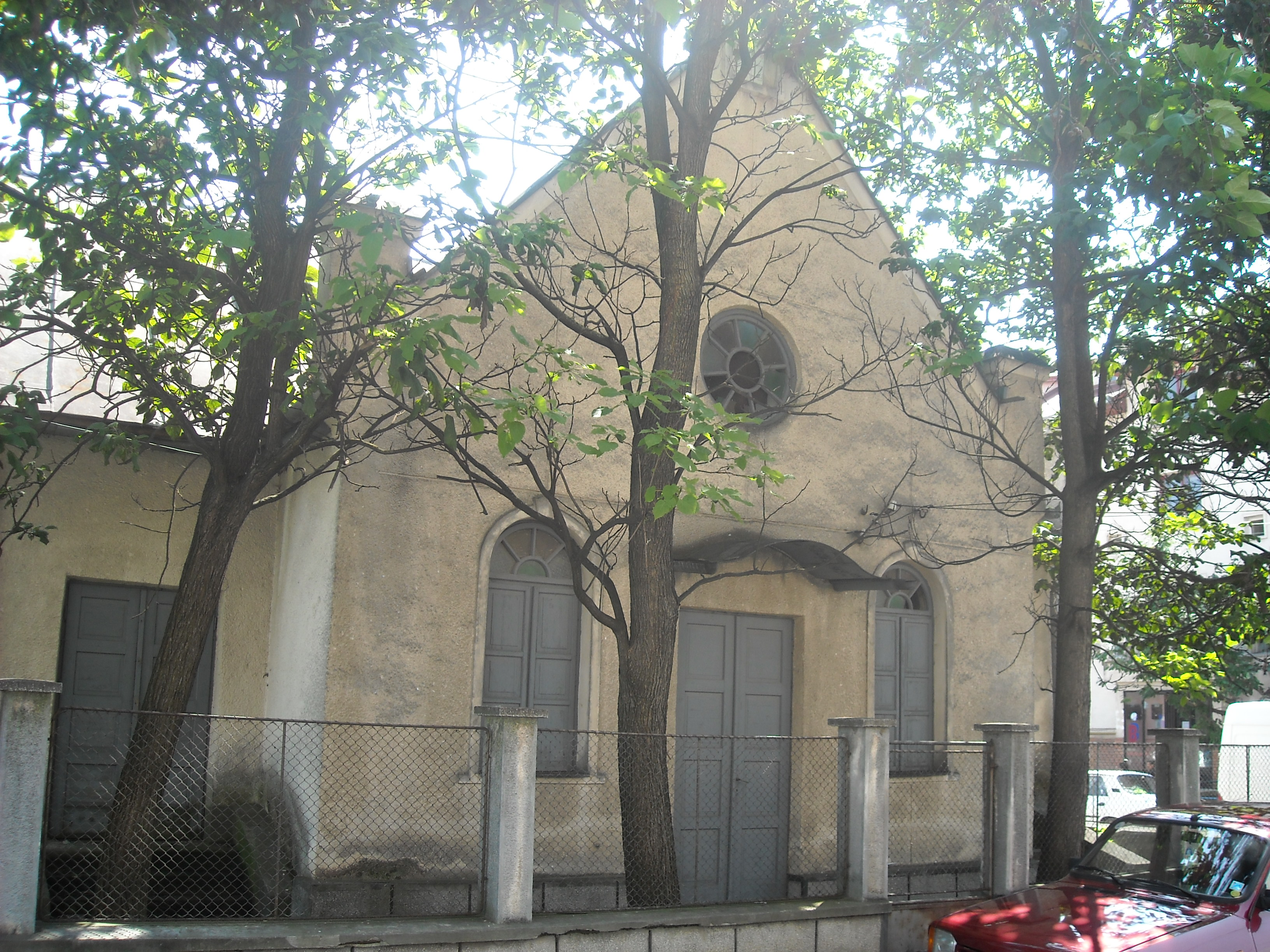
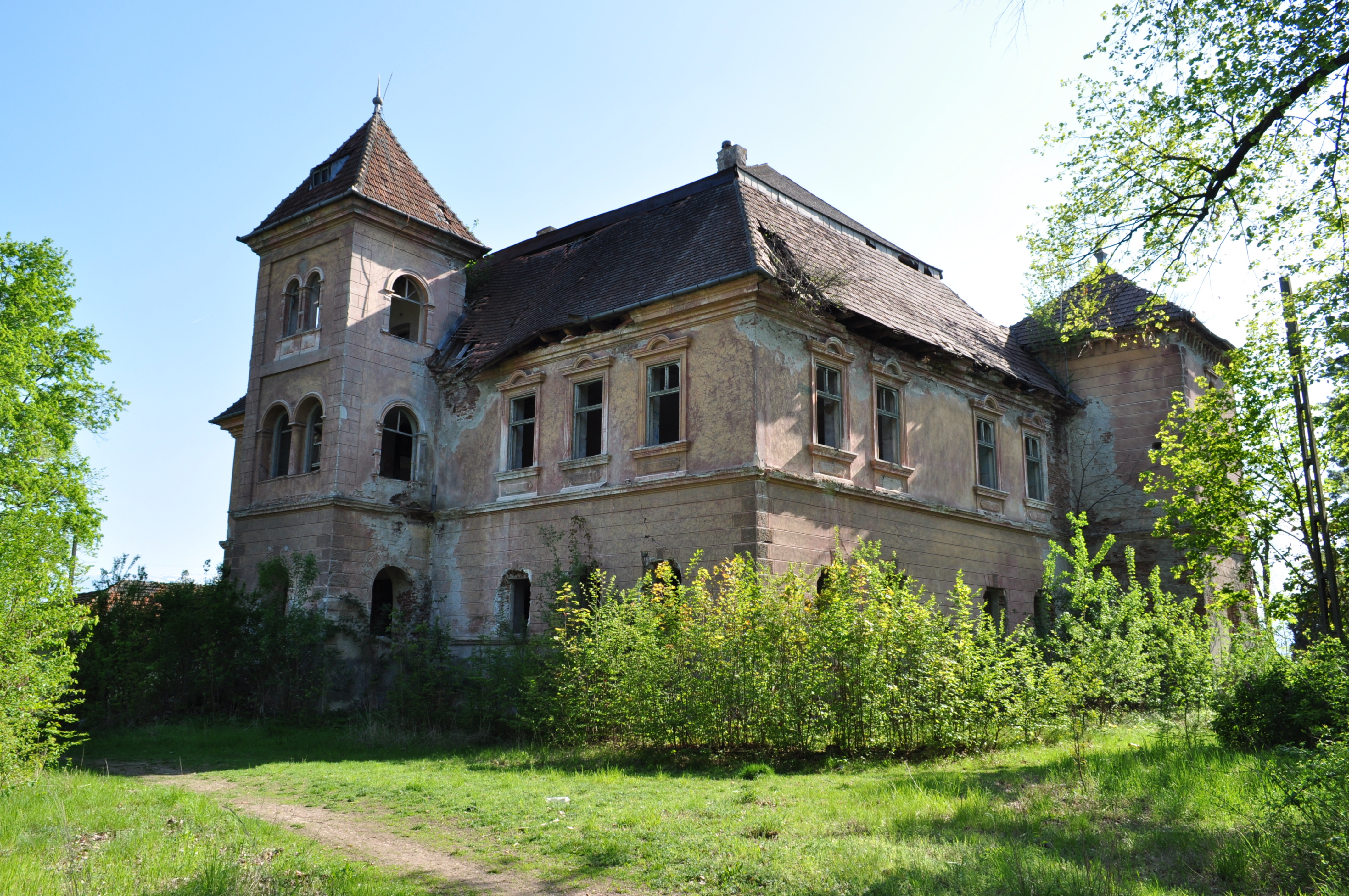
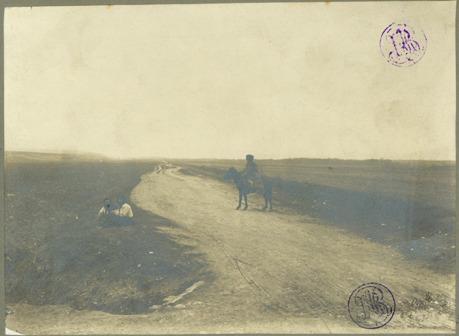
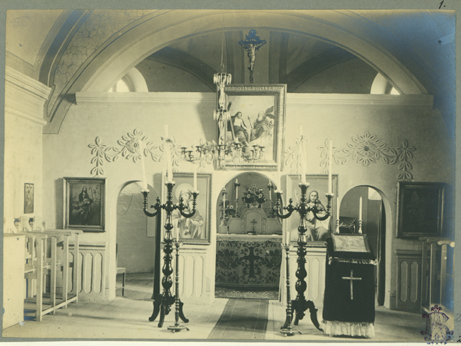